# مته‌تن‌سانان
مَته‌تَن‌سانان (نام علمی: Trypanosomatida) نام یک راسته از فرمانرو آغازیان است. خانواده مته‌تنان یا تریپانوزوماتیدها (Trypanosomatidae) در این راسته قرار دارد.

## ریخت‌شناسی
- بی‌تاژک (Amastigote) خصوصیت ظاهری ریزاندامگان‌های تاژک‌دار خانوادهٔ تریپانوزوماتیدها در مرحله‌ای از زندگی که در آن تک‌یاخته فاقد تاژک آزاد است
- پیش‌تاژک (Promastigote) خصوصیت ظاهری تک‌یاختهٔ تریپانوزوم در مرحله‌ای از تکوین که در آن تاژک آزاد در سمت قدامی جسم‌یاخته‌ای (cell body) مشاهده می‌شود
- میان‌تاژگ (Epimastigote) خصوصیت ظاهری تک‌یاختهٔ تریپانوزوم در مرحله‌ای از تکوین که در آن پردهٔ مواج (undulating membrane) کوتاه و کینتوپلاست (kinetoplast) در جلوی هسته قرار دارد
- پس‌تاژک (Trypomastigote) خصوصیت ظاهری تک‌یاختهٔ تریپانوزوم در مرحله‌ای از تکوین که در آن کینتوپلاست (kinetoplast) در پشت هسته قرار دارد و پردهٔ مواج (undulating membrane) کامل است.
- پشت‌تاژک (Opisthomastigote)

## نگارخانه

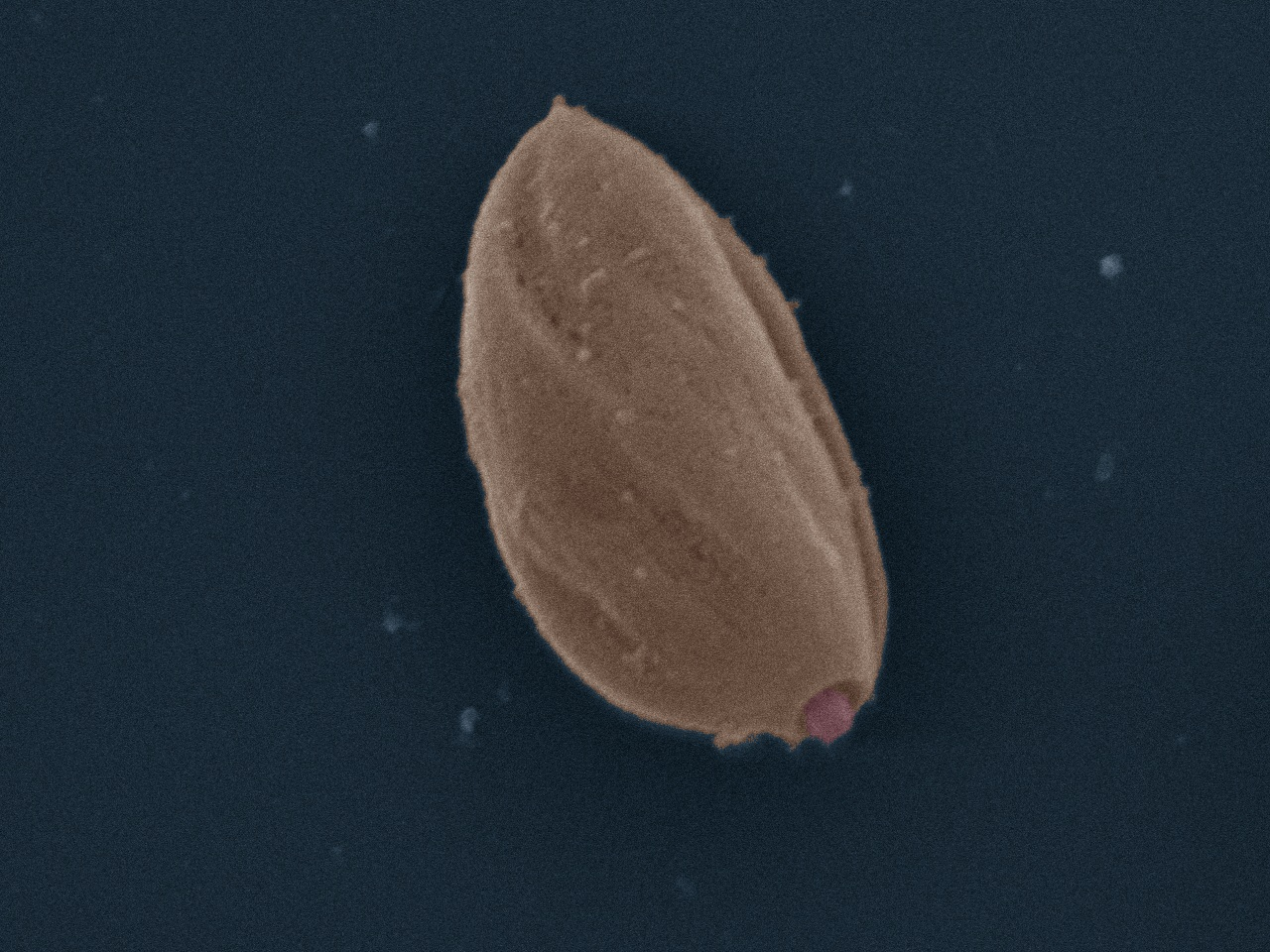
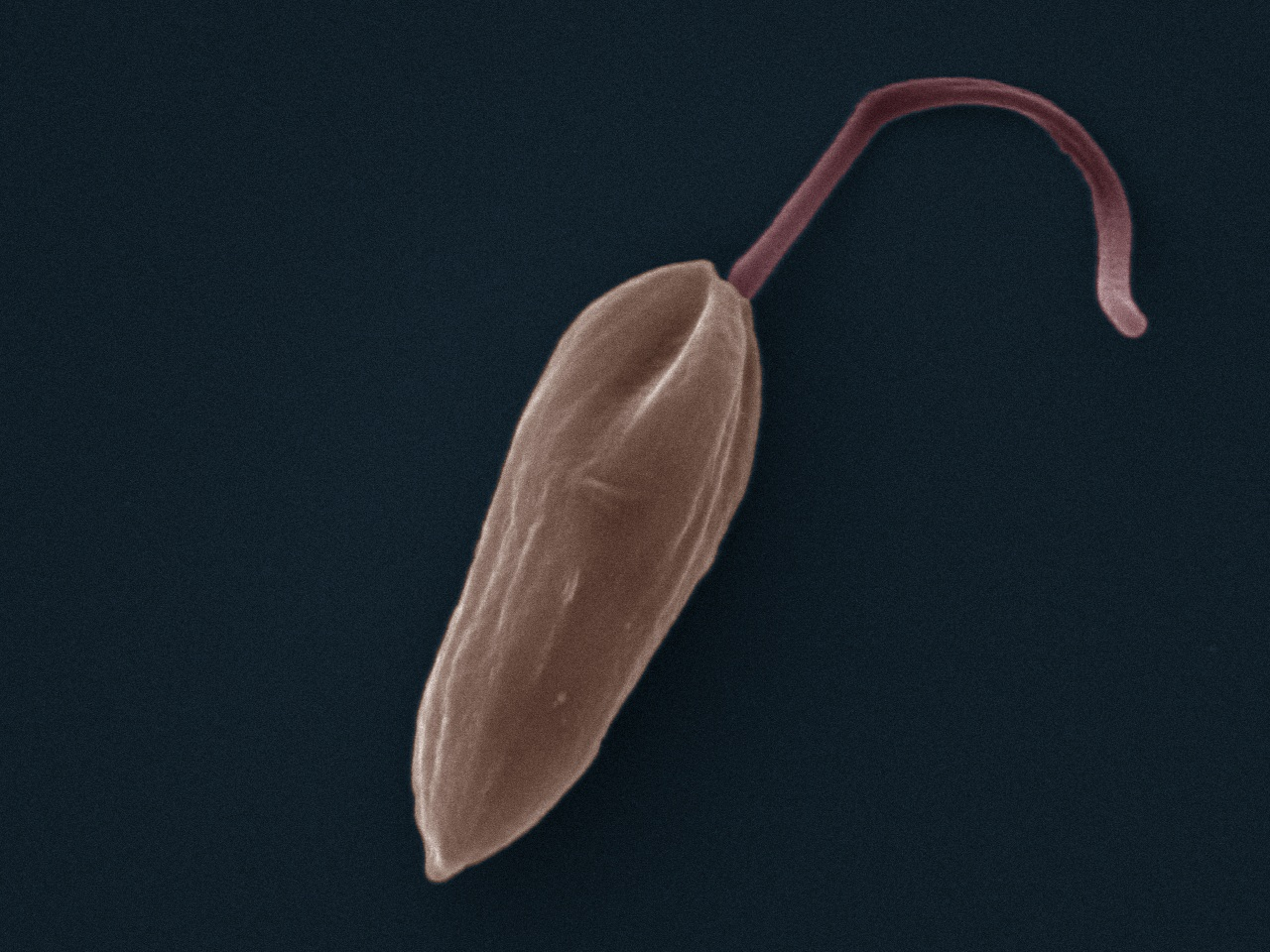
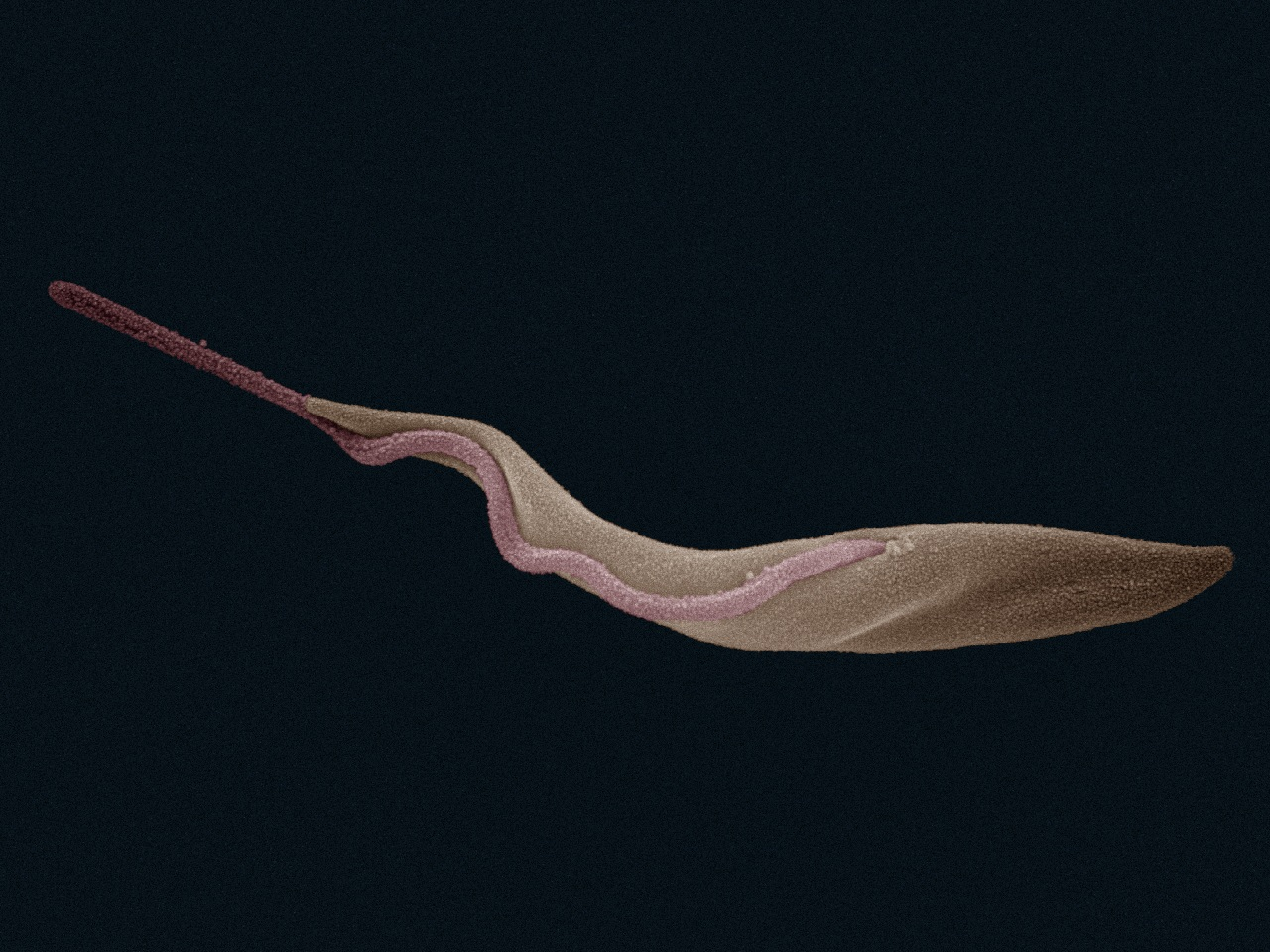